# Тысагаччы
Тысагаччы (якут. Тыһаҕаччы) — село в Горном улусе Якутии России. Входит в состав Малтанинского наслега.

## География
Село находится в центральной части Якутии, у озера Тегиччи, на расстоянии 110 км к северо-западу от села Бердигестях (178 км по автодорогам), административного центра улуса.

## История
Согласно Закону Республики Саха (Якутия) от 30 ноября 2004 года N 173-З N 353-III село вошло в образованное муниципальное образование Малтанинский наслег.

## Население
| 2002 | 2010 | 2021 |
| ---- | ---- | ---- |
| 2    | →2   | ↘0   |

## Транспорт
Через село проходит дорога местного значения Орто-Сурт — Кептин.